# Brianzola
Brianzola  (Brianzoeula in dialetto brianzolo) è una frazione geografica del comune di Castello Brianza in provincia di Lecco posta a nord del centro abitato, verso Oggiono.

## Storia
Registrato agli atti del 1751 come un villaggio milanese di 268 abitanti, pochi anni dopo incorporò la frazione di Inseraga, e alla proclamazione del Regno d'Italia nel 1805 risultava avere 344 residenti.

Nel 1809 un regio decreto di Napoleone determinò la soppressione dell'autonomia municipale per annessione a Nava, ma il Comune di Brianzola fu poi ripristinato con il ritorno degli austriaci. 

L'abitato crebbe poi discretamente, tanto che nel 1853 risultò essere popolato da 552 anime, salite a 669 nel 1871.

L'inizio del XX secolo vide la località crescere ancora, registrando 867 residenti nel 1921. Nel 1928 fu decisa la soppressione del municipio, fondendolo in quello di Castello Brianza.